# ESTsoft
Fondée en 1992, ESTsoft est une compagnie de développement d’application informatique et de jeux vidéo Sud-Coréenne. Leurs lignes de produits sont destinées autant aux entreprises qu’aux particuliers. 

## Produits
Beaucoup de produits sont vendus sous la licence ‘’ALTools. En Coréen, "Al" signifie "œuf", et beaucoup de produits de cette catégorie ont un œuf en guise d’icône et de logo. 

### Produits ALTools
- ALZip – Un utilitaire de compression de donnée supportant beaucoup d’extension comme le ISO.
- ALFTP - Un serveur et un client FTP.
- ALSee – Un visionneur d’image et un utilitaire de retouche photo.
- ALPass – Un manager de mot de passe pour les sites internet.
- ALGIF – Un programme pour réaliser des images GIF.
- ALSong – Un lecteur MP3 qui inclut un support internet.
- ALShow – Un lecteur de donnée audio-vidéo.
- ALMap – Une gamme complète de visionneur de carte et d’application GPS.
- ALX – Programme de management de droit.
- ALToolbar – Une barre d’outils pour Internet Explorer.
- ALYac – Un antivirus basé sur le moteur de BitDefender.

### Autres produits

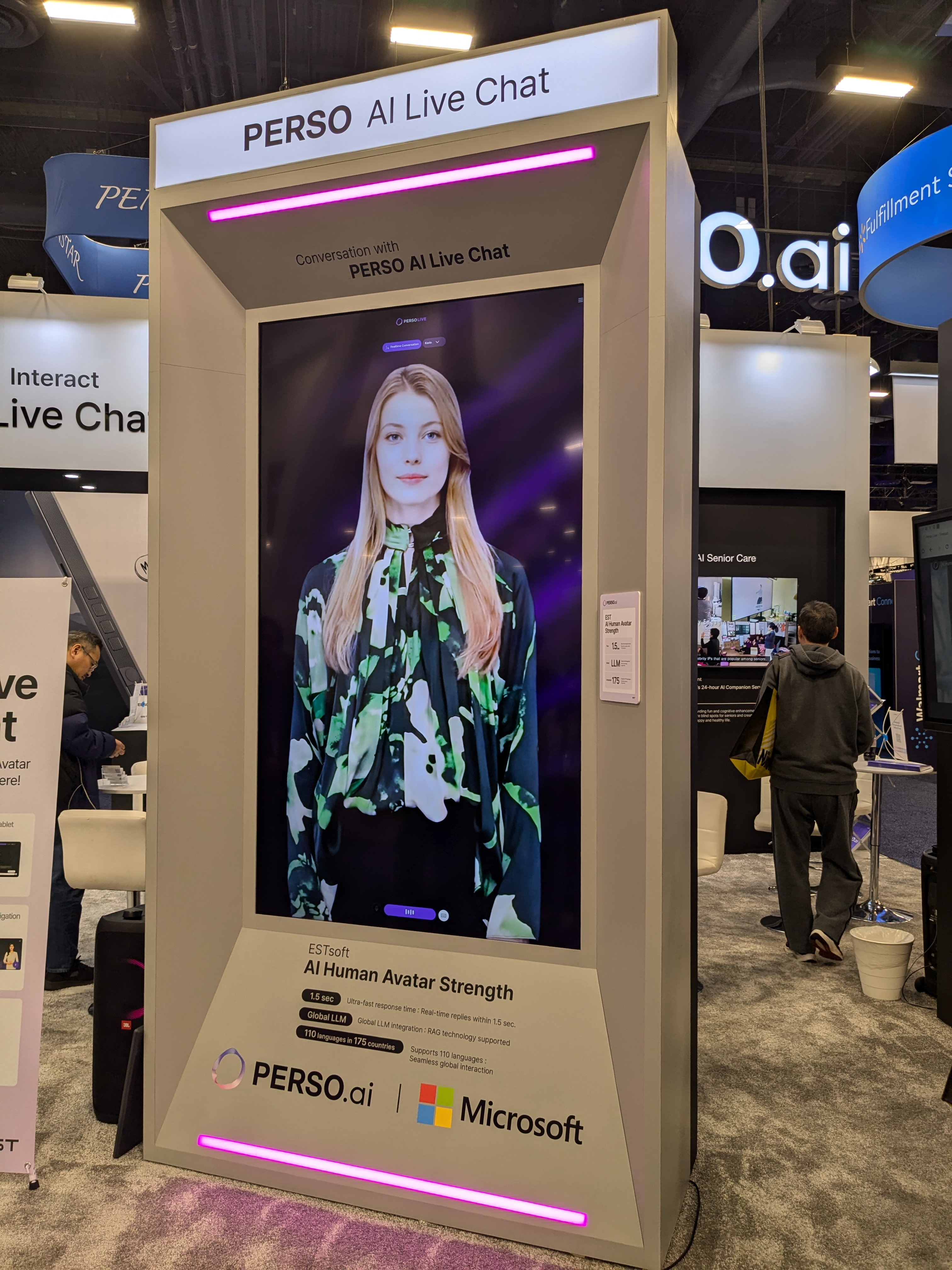
PERSO.ai au salon CES 2025 à Las Vegas.

- InternetDISK – Utilitaire de stockage en ligne de fichier.
- iDisk – Une version de InternetDISK pour ISPs pour accueillir une grande quantité de données.
- iMan – Programme de messagerie instantanée.
- PERSO.ai - solution de traduction vidéo et de création d'avatars par IA
- Cabal Online – Un MMORPG